# Laurent Huard
Laurent Huard (* 26. August 1973 in Fougères) ist ein ehemaliger französischer Fußballspieler und jetziger -trainer.

## Karriere
Huard begann seine Karriere beim Erstligisten Stade Rennes, wo er in der Saison 1990/91 als 17-Jähriger erstmals in der ersten Liga zum Einsatz kam. Nach dem Abstieg 1992 feierte er 1994 seinen ersten Aufstieg. 1999 wechselte er zum CS Sedan, damals ebenfalls Erstligist. Nur ein Jahr später ging er zur AS Saint-Étienne. Nur ein Jahr später stieg der Klub ab. 2002 musste Huard im Alter von nur 28 Jahren seine Karriere wegen eines Herzfehlers beenden. Er kam auf insgesamt 195 Erstligaspiele und 15 -tore. 2006 wurde er bei seinem ersten Profiklub in Rennes Co-Trainer. Ein Jahr darauf übernahm er den Trainerposten der zweiten Mannschaft. Seit 2015 arbeitet im Reserve- und Nachwuchsbereich von Paris Saint-Germain.